# Occasio et Poenitentia
Occasio et Poenitentia (« l'Opportunité et la Pénitence ») est une fresque (168 × 146 cm) d’Andrea Mantegna et de son atelier, datant d'environ 1500 et conservée au musée de la ville du palazzo San Sebastiano à Mantoue, après avoir longtemps été au Palazzo Cavriani, où elle a décoré la hotte d'une cheminée. Elle a été exposée au palais ducal de Mantoue de 1915 à 2002.

## Histoire
La fresque, de signification érudite et allégorique, est généralement datée des années où Mantegna a été occupé au Studiolo d'Isabelle d'Este. Si sa facture qui n'excelle pas dans certains détails suggère un élève de Mantegna, le dessin est selon toute vraisemblance de la main du maître.
Le sujet dérive d'une épigramme du poète latin Ausone intitulée In simulacrum Occasionis et Poenitentia.
La fresque, qui a été transférée sur toile, est réalisée en grisaille imitant un bas-relief. Un homme qui court, les bras ouverts, essaye d'attraper l'insaisissable Occasio (l’opportunité), notion héritée du concept grec de Kairos. Occasio a l'apparence d'une vierge dont le visage est couvert d'une épaisse touffe de cheveux, pour ne pas être connue ; le reste de sa tête est chauve, pour qu'on ne puisse pas la retenir dans sa fuite). Elle a des ailes aux pieds, ce qui illustre la rapidité de ses mouvements. La boule à ses pieds représente le mouvement : elle ne tient pas en place.
L'aptitude de l'homme est de ne pas laisser passer l'occasion et de saisir l'Opportunité avant qu'elle ne se dérobe.
L'homme est retenu par Poenitentia (la Pénitence, au sens de la Vertu), placée sur un piédestal carré (symbole de stabilité), qui l’incite à prendre son temps, et à un style de vie plus conscient et sobre.
L'homme serait alors une personnification de la Repentance, dont l'exemple semble être une invitation à ne pas se laisser charmer par les flatteries de la Fortune insaisissable, préférant la Prudence et la Vertu.